# شروان

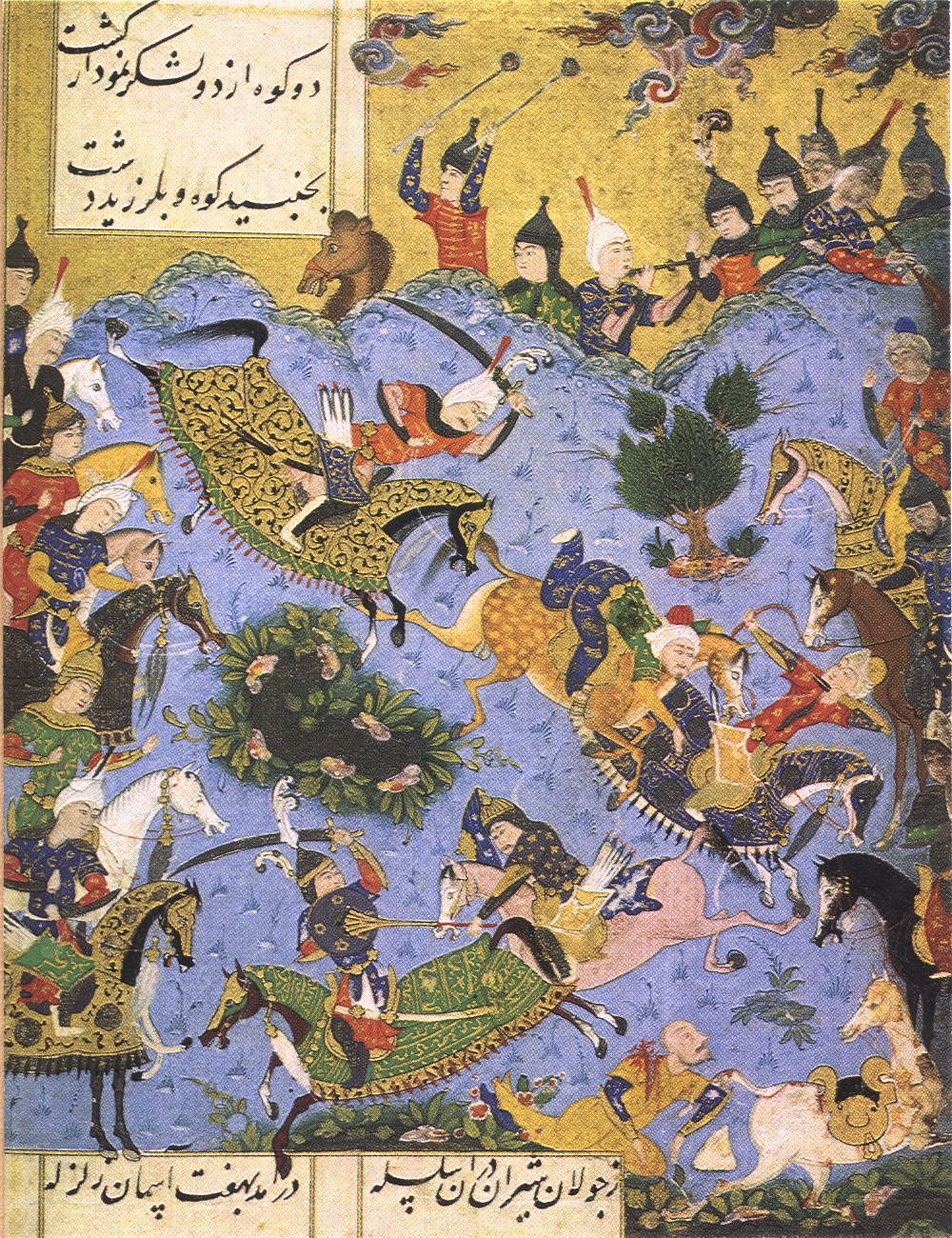
The battle between the young Ismail and Shah فاروخ يسار of Shirvan.

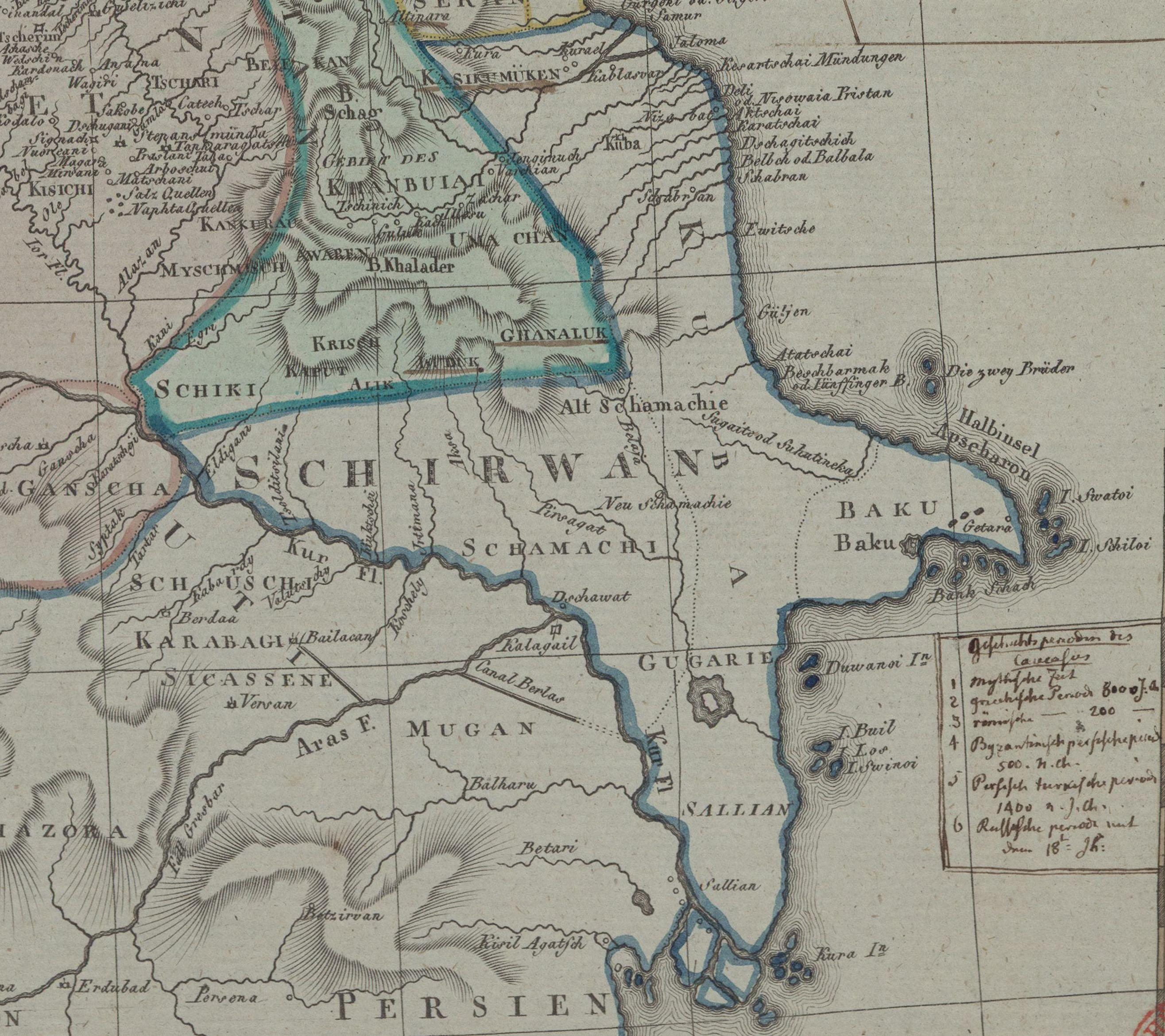
Shirvan from map of the Caucasus by Johann Christoph Matthias Reinecke. 1804

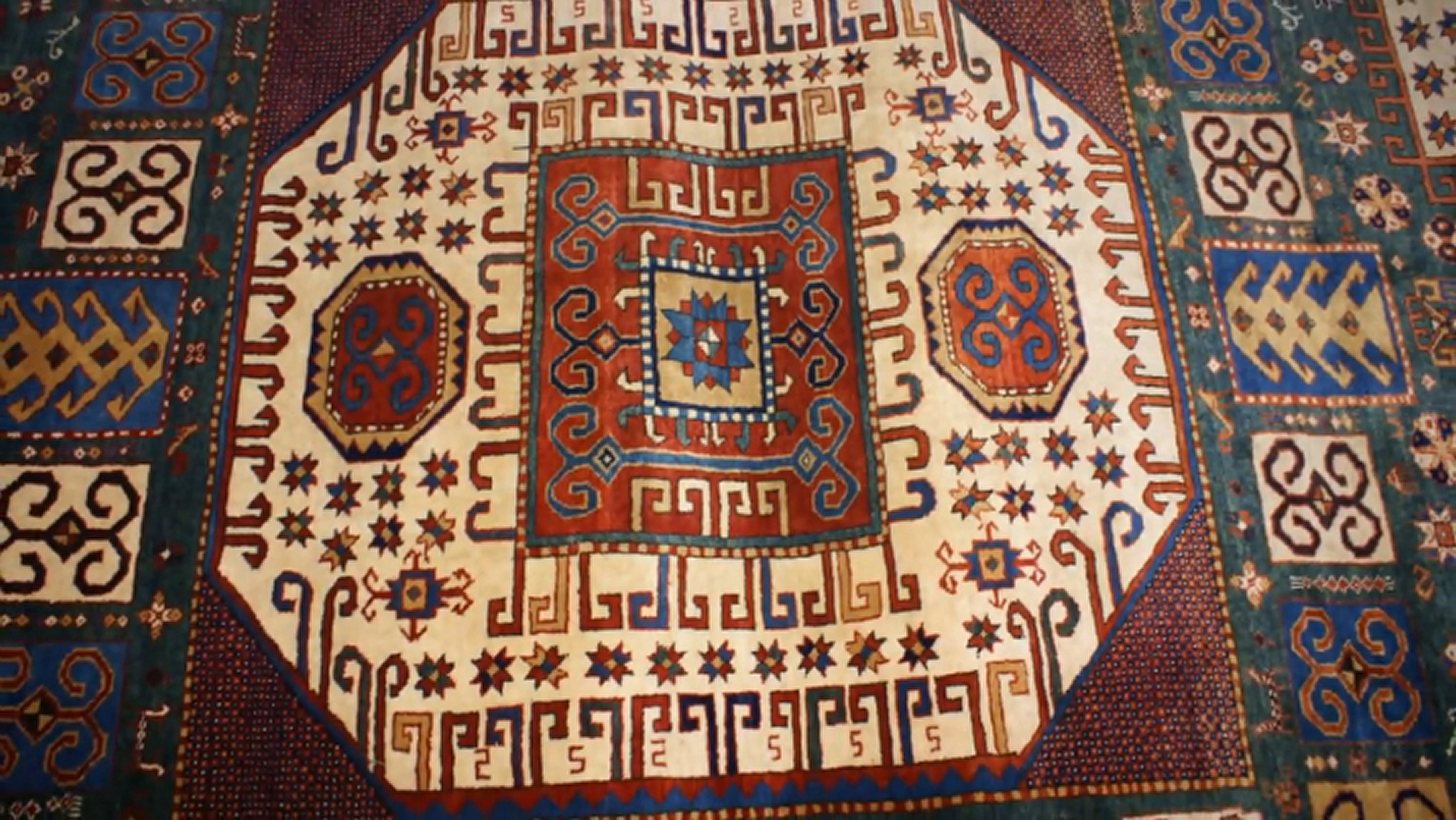
سجاد تقليدي من شروان

شِروان هي المنطقة التاريخية في شرق القوقاز، عرفت بهذا الاسم في كلا العصور الإسلامية القديمة والحديثة
. هي منطقة واسعة في أذربيجان، تقع على ساحل بحر قزوين (الخرز)، ما بين باكو جنوبا ودربند (باب الأبواب) شمالا، كانت تضم العاصمة باكو ومدن لكز، شماخي، شابران، وقلستان.
اليوم، فإن المنطقة هي الجزء المتقدم صناعيا وزراعيا من جمهورية أذربيجان وتمتد بين الشواطئ الغربية لبحر قزوين حتى نهر كورا.

## تاريخ

### علم أصول الكلمة
يعتقد فلاديمير مينورسكي أن أسماء مثل شرفان (شروان) ولايزان وبايلقان هي أسماء إيرانية من اللغات الإيرانية على ساحل بحر قزوين.
هناك عدة تفسيرات حول هذا الاسم:
تعني عبارةُ شروان «الحاكم». تم استخدام كلمة «شهربان» منذ عهد الأسرة الأخمينية كالمرزبان) للإشارة إلى ولايات مختلفة من المملكة.
- كلمة شيرفان بالفارسية تعني شجرة السرو (مثل «سارف» في اللغة الفارسية الوسطى والفارسية الجديدة، وكذلك في اللغة العربية [4]). يتم استخدام الكلمة أيضًا كاسم ذكر.
- الكلمة متصلة شعبيًا بأنوشرفان، الملك الساساني.[4]

ومع ذلك، قال النفيسي إلى أنه وفقا لقصائد الخاقاني الصورة، حيث الخاقاني يُناقض في نطق اسم بلدته مع عبارة شروان. النطق الأصلي والصحيح للاسم كان شَرْوَانْ. لذا فإن جميع أصول الكلمات التي تربط هذا الاسم (أسد بالفارسية) هي على الأرجح من أصل شعبي ولا تستند إلى حقائق تاريخية. هناك من يرى أنّ الكلمة بزرت في القرون اللاحقة. وفقًا لموسوعة الإسلام، كان شروان الصحيح يتألف من أقصى النتوءات الشرقية لسلسلة جبال القوقاز والأراضي المنحدرة من هذه الجبال إلى ضفاف نهر كور. لكن حكامها سعوا باستمرار للسيطرة أيضًا على الشواطئ الغربية لبحر قزوين من أوبا (مدينة قوبا الحديثة) في منطقة مسقط في الشمال، إلى باكو في الجنوب. إلى الشمال من جميع هذه الأراضي وضع باب ابواب أو دربند، وإلى الغرب، وراء الحديث غويتشاي، منطقة شاكي. في العصور الإسلامية في العصور الوسطى، وعلى ما يبدو في فترات ما قبل الإسلام الساسانية أيضًا، شملت شروان منطقة ليزان، والتي ربما تتوافق مع لحج الحديثة، والتي غالبًا ما يحكمها فرع جانبي من الشاه الإيزيديين.

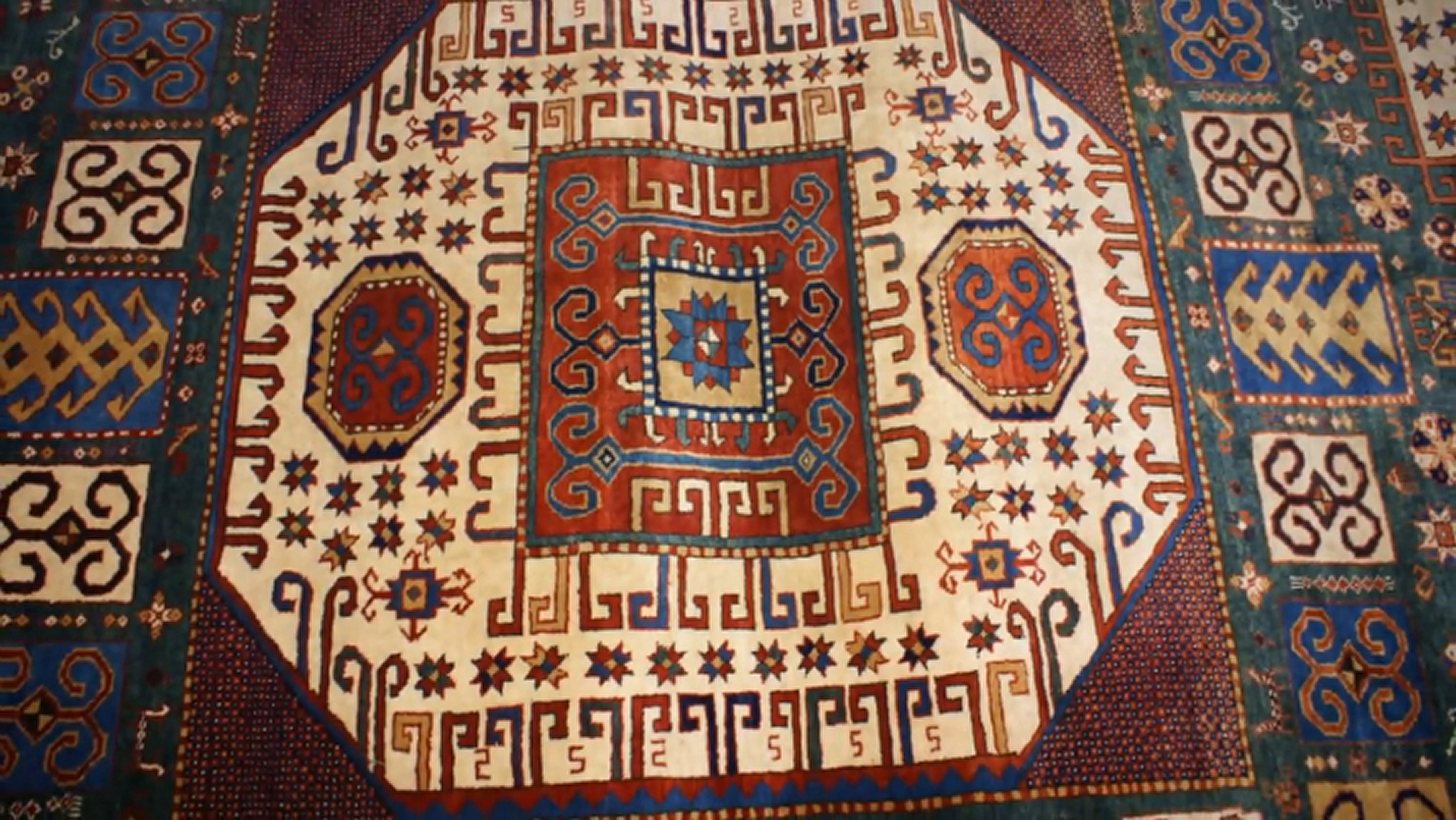
سجادة تقليدية من الوبر من شروان

يُعرِّفها المؤرخ والكاتب الأصلي عباسجولو باكخانوف في القرن التاسع عشر على أنها: «بلد شيرفان من الشرق تحده بحر قزوين، ومن الجنوب نهر كور، الذي يفصلها عن مقاطعتي موغان وأرمينيا».

### شيرفانشاه

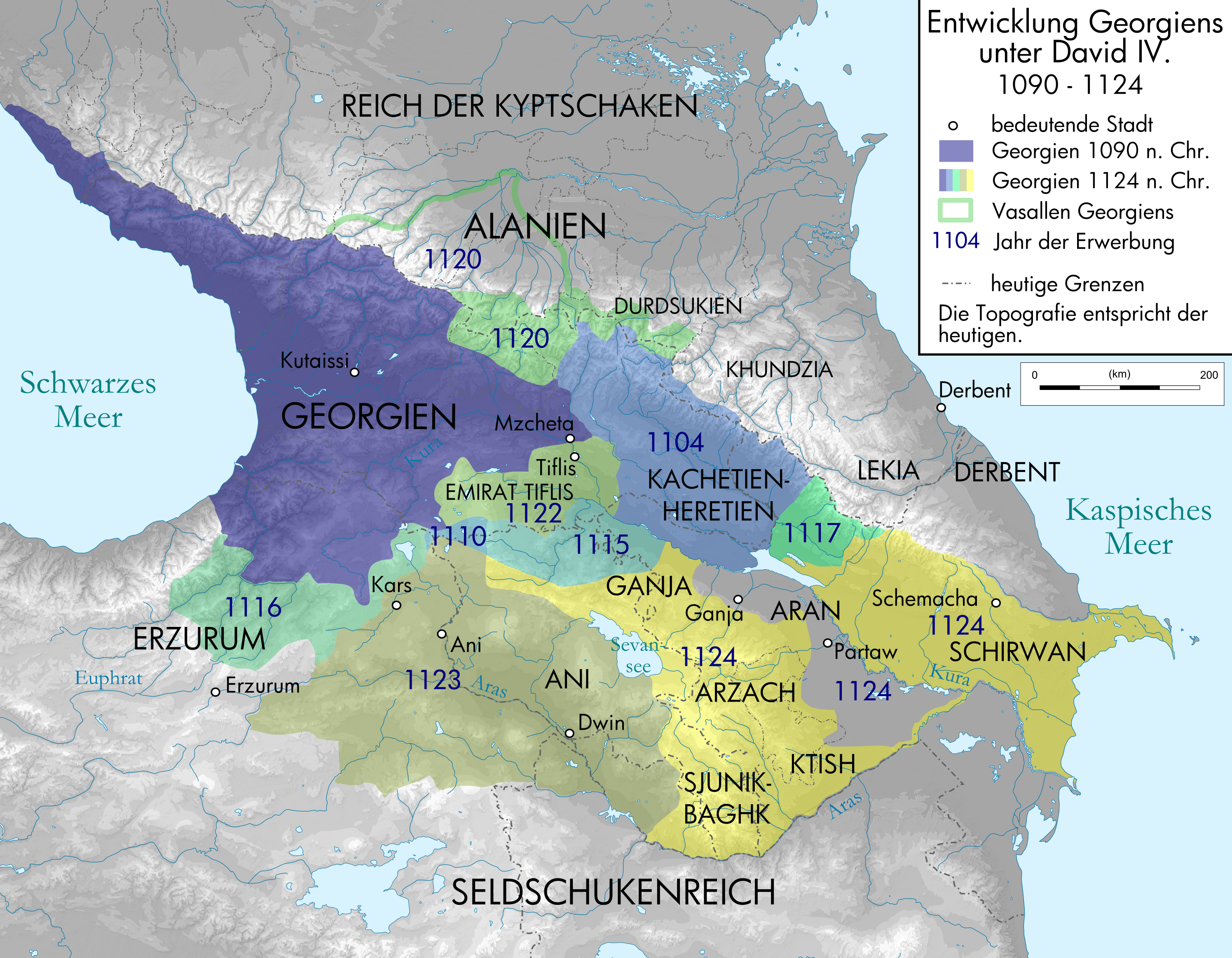
خريطة توضح شيرفان حوالي عام 1100

تم تهجئة شيرفانشاه أيضًا باسم شروان-ها، وكان العنوان في العصور الإسلامية في العصور الوسطى لسلالة فارسية من أصل عربي. حكموا المنطقة بشكل مستقل أو تابع لإمبراطوريات أكبر من 809 م حتى 1607 م عندما أصبح الحكم الصفوي راسخًا.

### العصور الصفوية والأفشارية والقاجارية
عندما انتهت سلالة شروان شاه من قبل الشاه الصفوي طهماسب الأول، شكل شروان مقاطعة من الصفويين وكان يحكمها عادة خان، والذي يُطلق عليه غالبًا بيلربي. استولى العثمانيون على شيرفان عام 1578، ومع ذلك، تم استعادة الحكم الصفوي بحلول عام 1607.  في عام 1722، أثناء الحرب الروسية الفارسية (1722-1723)، خضع خان قباء، حسين علي، لبطرس الأكبر وتم قبوله كشخصية مرموقة. أجبرت معاهدة سانت بطرسبرغ (1723) الملك الإيراني على الاعتراف بالضم الروسي. بموجب المعاهدة المبرمة بين الإمبراطوريتين الروسية والعثمانية في عام 1724، تم فصل ساحل إقليم باكو الذي احتله الروس عن باقي مناطق شيرفان التي تُركت للعثمانيين. إلا أنه عندما نادر شاه هزيمة العثمانيين (1735) أن الروس التنازل عن استعادة الأراضي الساحلية ومناطق أخرى في شمال وجنوب القوقاز كما غزا في 1722-1723 من إيران الصفوية تتفق مع معاهدات Resht وجانجا، والمنطقة أصبحت جزءًا من الإمبراطورية الأفشارية، والتي بموجبها تم استعادة الحكم الإيراني الذي دام قرنًا من الزمان.

### قاجار إيران لجمهورية أذربيجان الاشتراكية السوفياتية

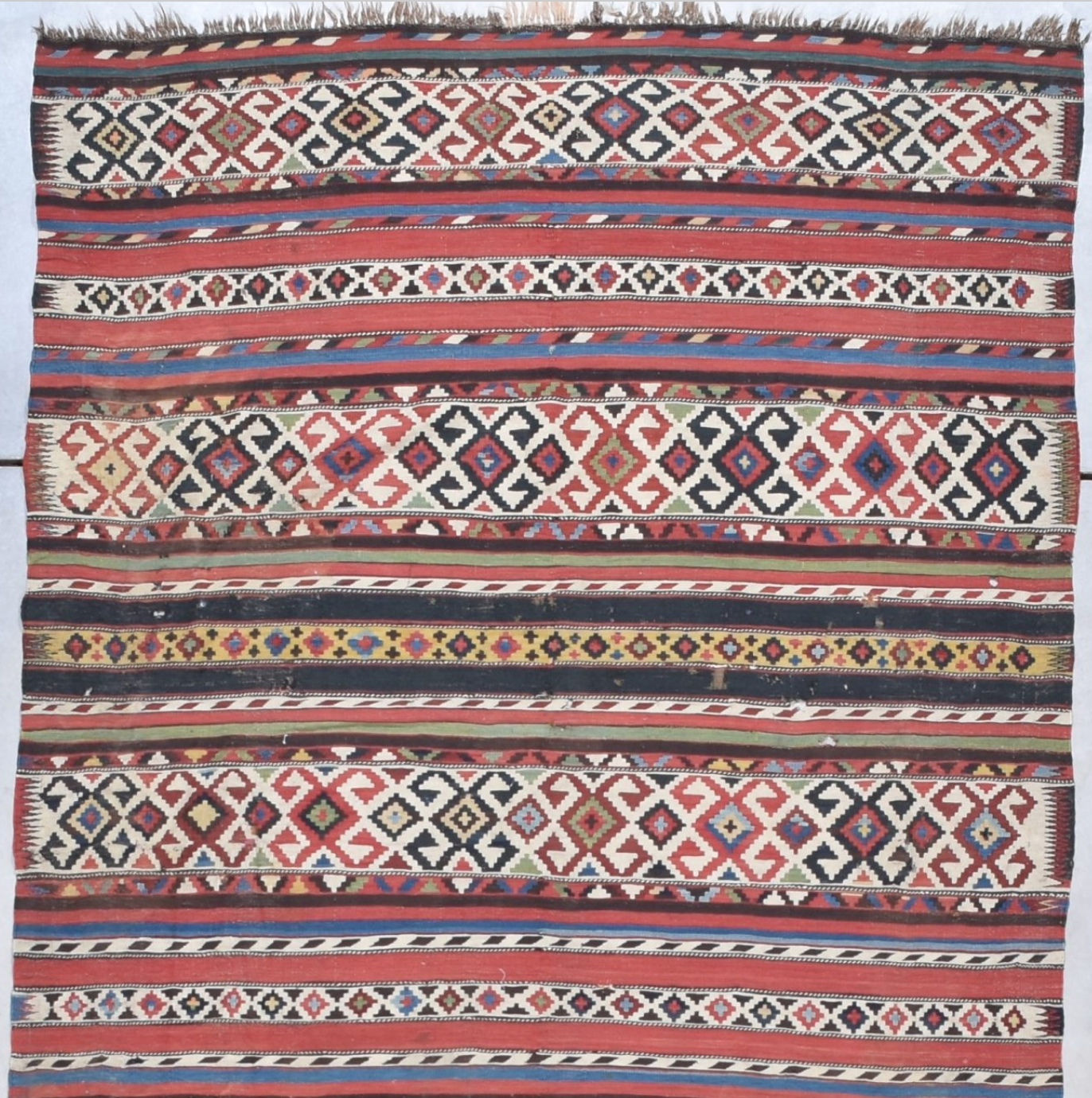
تفاصيل النصف الثاني من القرن التاسع عشر في كليم

عندما نجح القاجاريون في استعادة وحدة بلاد فارس، لم يعد أبناء خان قادرين على الحفاظ على استقلالهم مثل رؤساء القوقاز الآخرين وكان عليهم الاختيار بين روسيا وبلاد فارس.  خان شروان، مصطفى، الذي دخل بالفعل في مفاوضات مع زوبوف، استسلم للروس عام 1805، الذين احتلوا مدينتي دربند وباكو الفارسيتين في العام التالي (1806) أثناء الحرب الروسية الفارسية (1804 - 1804). 1813)، ولكن بعد ذلك بفترة وجيزة قدم مبادرات إلى الفرس وطلب المساعدة منهم.  بموجب معاهدة لستان (12/24 أكتوبر 1813) بعد نهاية حرب 1804-1813، أُجبرت بلاد فارس على التنازل عن أراضيها ومناطقها التي تضم دربند وقوبا وشروان وباكو، بينما تنازلت عن جميع المطالبات عليها كذلك.  ومع ذلك، استمر مصطفى في التعامل معه بشكل سري مع بلاد فارس. لم يتم احتلال أراضيه حتى عام 1820 من قبل القوات الروسية؛ فر خان إلى بلاد فارس وتم دمج شيماخة بشكل نهائي في الأراضي الروسية.  الغضب الإيراني أثناء عدم رضاه عن خسارة أجزاء من أراضيها المتكاملة في شمال وجنوب القوقاز إلى اندلاع الحرب الروسية الفارسية (1826-1828)، مما أدى إلى خسارة إيرانية أخرى، فضلًا عن التنازل عن آخر ما تبقى منها. أراضي في القوقاز تضم ما يعرف الآن بأرمينيا، والأجزاء الجنوبية من جمهورية أذربيجان المعاصرة. صادقت معاهدة تركمانشاي لعام 1828 رسميًا على التنازل القسري عن هذه الأراضي الإيرانية إلى الإمبراطورية الروسية، في حين أنها ستمثل أيضًا النهاية الرسمية لآلاف السنين من الهيمنة والحكم والتأثير الإيراني المتشابك منذ فترة طويلة على منطقة القوقاز، بما في ذلك شيرفان.

## الناس والثقافة

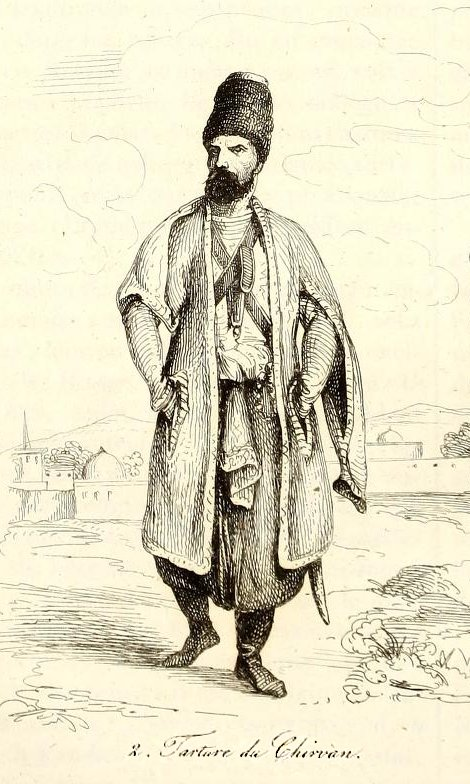
شيرفان تتار (أي الأذربيجانية). نقش من كتاب جان بابتيست بينوا إيريس.

لا يزال مصطلح شيرفاني/ شيرفانلي مستخدمًا في أذربيجان للإشارة إلى سكان منطقة شيرفان، كما كان تاريخيًا. في العصور القديمة، كان الجزء الأكبر من سكان شيرفان مجموعات ناطقة بالقوقاز. في وقت لاحق حدث إيرنة هؤلاء السكان الأصليين والتترك اللاحق منذ العصر السلجوقي. الجزء الأكبر من السكان اليوم هم من الأذربيجانيين الناطقين باللغة التركية، على الرغم من وجود أقليات أصغر تتحدث اللغة القوقازية والأقليات الناطقة بالإيرانية.

### سكان القوقاز
كان السكان الأصليون من أصول قوقازية باليو ويتحدثون لغات قوقازية، مثل الألبان القوقازيين. اليوم، وغيرها من اللغات داغستاني قوقازي مثل أودي في اللغة الليزغينية واللغة الأوارية لا تزال تحدث في المنطقة.

### النفوذ الإيراني والسكان
بدأ الاختراق الإيراني منذ العصر الأخميني واستمر في العصر البارثي. ومع ذلك، فقد ازداد التأثير حقًا خلال العصر الساساني وتم إنشاء مستعمرات فارسية في المنطقة. وبحسب فلاديمير مينورسكي: «لا بد أن وجود المستوطنين الإيرانيين في القوقاز، وخاصة على مقربة من الممرات، قد لعب دورًا مهمًا في استيعاب السكان الأصليين ودفعهم إلى الوراء. تشير أسماء مثل شرفان وليزان وبايلقان وما إلى ذلك إلى أن الهجرة الإيرانية انطلقت أساسًا من جيلان ومناطق أخرى على الساحل الجنوبي لبحر قزوين». أبو الحسن علي بن الحسين المسعودي (896) - 956)، يذكر المؤرخ العربي الوجود الفارسي في أران وبيلقان ودربند وشبران ومسقط وجورجان. منذ القرن التاسع، بدأ سكان مدينة شروان يتحدثون الفارسية بشكل متزايد، بينما يبدو أن سكان الريف احتفظوا في الغالب بلغاتهم القوقازية القديمة. حتى القرن التاسع عشر، كان لا يزال هناك عدد كبير من شعب التات (الذين يزعمون أنهم من نسل المستوطنين الفارسيين في العصر الساساني)، ولكن بسبب ثقافتهم وديانتهم المتشابهة مع الأذربيجانيين الناطقين بالتركية، تم استيعاب هؤلاء السكان جزئيًا.

### تتريك المنطقة
بدأ الاختراق التركي في المنطقة في عهد الخزر، لكن لا توجد إشارات واضحة إلى المستوطنات. بدأ تتريك المنطقة في العصر السلجوقي، على الرغم من أن المنطقة بالتوازي حافظت على ثقافتها الفارسية تحت حكم شروان شاه حتى العصر الصفوي. منذ العصر الصفوي وما بعده، تسارعت عملية تتريك المنطقة بموجة جديدة من المستوطنات التركمانية.

## أعلام
- خاقاني

## وصلات ومراجع خارجية
- V. Minorsky, A History of Sharvan and Darband in the 10th-11th Centuries, Cambridge, 1958.
- WorldStatesmen- Azerbaijan
- الموسوعة السوفيتية العظمى، article on Shirvan